# Headway! Buccaneers/never GIVE up
「Headway! Buccaneers/never GIVE up」（ヘッドウェイ・バッカニアーズ/ネヴァー・ギヴ・アップ）は、日本の女性歌手、彩音の21枚目のシングル。2014年7月30日に5pb.Recordsより発売された。

## 概要
- 前作「邂逅のフェタリテート」以来8ヶ月ぶりとなるリリースであり、2014年に唯一リリースされたシングル。
- 自身初の両A面シングル。「Headway! Buccaneers」は海賊をイメージした夏っぽい楽曲とり、PlayStation Vita用ゲームソフト『爽海バッカニアーズ!』のオープニングテーマに起用されている[1]。本曲について本人が「歌詞も“デカイ夢つかむぜ”や“全部もぎとれ”など、後は擬音が多いのは彩音曲では珍しかったりします。“Buccaneers”も海賊の意味ですし。私も聴いてくれる人の心を奪い取るつもりで（笑）」「夏っぽい曲は「DOLPHIN☆JET」以来なので、「まだこんなキラキラした曲を歌わせてもらえるんだ」と（笑）。これまでダークだったり、激しいロックな曲が多かったから、こういう爽やかな曲は、幅広い曲を歌いたいという願望にも近付いたし、いい意味で予想を裏切れたかなと思ってます」と語った[2]。
- 「never GIVE up」はEDMミュージックに影響を受けたアップビートな楽曲で、PlayStation Vita用ゲームソフト『超次次元ゲイム ネプテューヌRe;Birth2 SISTERS GENERATION』のエンディングテーマに起用されている[3]。歌詞については、本人が「今回はキーキャラクターのネプギアのことを書こうと。そして曲名や歌詞に“あきらめないで”というメッセージも込めていますが、実は「ネプギア」と聴こえるように発音して歌っているんです。あと作品テーマでもある“Re:Birth”もコーラスで入れてみました」と語った[2]。

## 収録曲
| #         | タイトル                           | 作詞      | 作曲・編曲 | 時間  |
| --------- | ---------------------------------- | --------- | ---------- | ----- |
| 1.        | 「Headway! Buccaneers」            | 江幡育子  | 大山曜     | 4:59  |
| 2.        | 「never GIVE up」                  | 彩音      | toiza71    | 4:28  |
| 3.        | 「Headway! Buccaneers」(off vocal) |           |            | 4:59  |
| 4.        | 「never GIVE up」(off vocal)       |           |            | 4:28  |
| 合計時間: | 合計時間:                          | 合計時間: | 合計時間:  | 18:54 |